# Симери-Крики
Симери-Крики (итал. Simeri Crichi) — коммуна в Италии, располагается в регионе Калабрия, подчиняется административному центру Катандзаро.
Население составляет 3836 человек, плотность населения составляет 82,1 чел./км². Занимает площадь 46,7 км². Почтовый индекс — 88050. Телефонный код — 0961.
Покровителями коммуны почитаются Пресвятая Богородица (Madonna Addolorata della "Cona"), празднование в третье воскресение сентября, святитель Николай Мирликийский, празднование 6 декабря, и святой первомученик Стефан.